# Lista nagród i nominacji OneRepublic

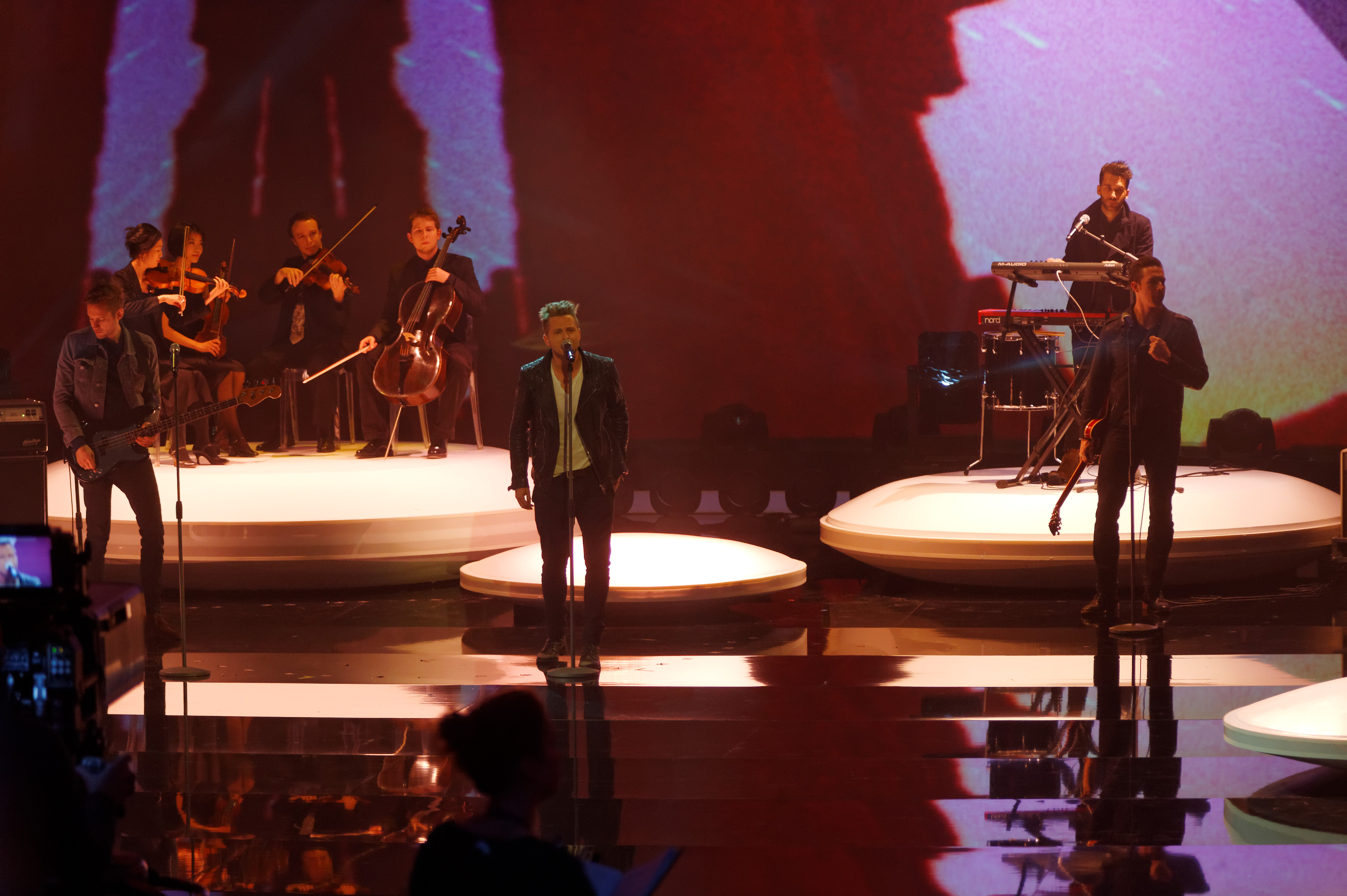
OneRepublic w 2013 roku

Artykuł przedstawia listę nagród i nominacji amerykańskiego zespołu OneRepublic. Grupa muzyczna do tej pory wydała cztery albumy studyjne Dreaming Out Loud (2007), Waking Up (2009), Native (2013) i Oh My My (2016). Najczęściej nominowanym i nagradzanym utworem grupy był ich debiutancki singel „Apologize” zremiksowany przez amerykańskiego producenta muzycznego Timbalanda. Piosenka była nominowana m.in. do nagrody Grammy. Zespół w przeciągu całej swojej kariery muzycznej otrzymał 48 nominacji wygrywając 12 nagród. W 2013 roku grupa była nominowana do nagrody specjalnej Billboard Milestone Award przyznawanej artystom za największą pomysłowość i innowację w muzyce.

## Lista nagród i nominacji

### American Music Awards
Podczas gali American Music Awards przyznawane są nagrody dla najlepszych amerykańskich muzyków w oparciu o popularność mierzoną ilością sprzedanych albumów i singli.
| Rok  | Kategoria                            | Tytułem     | Rezultat  | Źródło |
| ---- | ------------------------------------ | ----------- | --------- | ------ |
| 2011 | Najlepszy popowy/rockowy zespół/duet | OneRepublic | Nominacja | [ 3 ]  |
| 2014 | Ulubiony artysta współczesny         | OneRepublic | Nominacja | [ 4 ]  |
| 2014 | Najlepszy popowy/rockowy zespół/duet | OneRepublic | Nominacja | [ 4 ]  |

### ASCAP Pop Music Awards
Nagrody przyznawane są przez ASCAP dla autorów tekstów i wydawców najczęściej wykonywanych utworów muzyki pop. Gala wręczania nagród odbywa się corocznie w Londynie.
| Rok  | Kategoria                       | Tytułem               | Rezultat | Źródło |
| ---- | ------------------------------- | --------------------- | -------- | ------ |
| 2009 | Najczęściej wykonywana piosenka | „Apologize”           | Wygrana  | [ 5 ]  |
| 2009 | Najczęściej wykonywana piosenka | „Stop and Stare”      | Wygrana  | [ 5 ]  |
| 2011 | Najczęściej wykonywana piosenka | „All the Right Moves” | Wygrana  | [ 6 ]  |
| 2012 | Najczęściej wykonywana piosenka | „Good Life”           | Wygrana  | [ 7 ]  |
| 2012 | Najczęściej wykonywana piosenka | „Secrets”             | Wygrana  | [ 7 ]  |
| 2013 | Najczęściej wykonywana piosenka | „Good Life”           | Wygrana  | [ 8 ]  |
| 2015 | Najczęściej wykonywana piosenka | „Counting Stars”      | Wygrana  | [ 9 ]  |
| 2015 | Najczęściej wykonywana piosenka | „Love Runs Out”       | Wygrana  | [ 9 ]  |

### Billboard Music Awards
Billboard Music Awards to jedne z czterech najważniejszych nagród przyznawanych w Stanach Zjednoczonych. Nagroda ta przyznawana jest najpopularniejszym artystom/albumom/singlom w oparciu o coroczne podsumowanie Billboardu.
| Rok  | Kategoria                                   | Tytułem          | Rezultat  | Źródło |
| ---- | ------------------------------------------- | ---------------- | --------- | ------ |
| 2014 | Najlepsza piosenka w sieci                  | „Counting Stars” | Nominacja | [ 2 ]  |
| 2014 | Najlepszy zespół/duet                       | OneRepublic      | Nominacja | [ 2 ]  |
| 2014 | Nagroda specjalna Billboard Milestone Award | OneRepublic      | Nominacja | [ 2 ]  |

### CMT Music Video
CMT Music Awards corocznie honorują twórców muzyki country, teledyski i występy telewizyjne. Ceremonia wręczenia nagród odbywa się w Nashville, w stanie Tennessee i transmitowana jest na żywo przez CMT.
| Rok  | Kategoria   | Tytułem                                 | Rezultat  | Źródło |
| ---- | ----------- | --------------------------------------- | --------- | ------ |
| 2014 | Występ roku | „Counting Stars” (z Dierksem Bentleyem) | Nominacja | [ 10 ] |

### Brit Awards
| Rok  | Kategoria                    | Tytułem           | Rezultat  | Źródło |
| ---- | ---------------------------- | ----------------- | --------- | ------ |
| 2023 | Międzynarodowa piosenka roku | „I Ain’t Worried” | Nominacja | [ 11 ] |

### ECHO Awards
ECHO Awards to nagrody przyznawane w Niemczech przez Deutsche Phono-Akademie za wybitne osiągnięcia w przemyśle muzycznym.
| Rok  | Kategoria                        | Tytułem                     | Rezultat  |
| ---- | -------------------------------- | --------------------------- | --------- |
| 2008 | Narodowy/Międzynarodowy hit roku | „Apologize” (z Timbalandem) | Nominacja |
| 2009 | Najlepszy międzynarodowy zespół  | OneRepublic                 | Nominacja |

### Eska Music Awards
Eska Music Awards to nagrody przyznawane przez słuchaczy polskiego radia Eska.
| Rok  | Kategoria           | Tytułem     | Rezultat | Źródło |
| ---- | ------------------- | ----------- | -------- | ------ |
| 2010 | Zespół roku (świat) | OneRepublic | Wygrana  | [ 12 ] |

### Grammy Awards
Nagrody Grammy są przyznawane przez National Academy of Recording Arts and Sciences w Stanach Zjednoczonych. Zespół OneRepublic otrzymał dwie nominacje:
| Rok  | Kategoria                                                 | Tytułem                       | Rezultat  | Źródło |
| ---- | --------------------------------------------------------- | ----------------------------- | --------- | ------ |
| 2009 | Najlepszy popowe wykonanie w duecie lub zespole z wokalem | „Apologize” (z Timbalandem)   | Nominacja | .      |
| 2014 | Najlepsze zremiksowane nagranie                           | „If I Lose Myself” (z Alesso) | Nominacja | [ 13 ] |

### iHeart Radio Music Awards
iHeart Radio Music Awards to rozdanie nagród prezentowane przez Clear Channel Communications na antenie iHeartRadio oraz NBC.
| Rok  | Kategoria                   | Tytułem          | Rezultat  | Źródło |
| ---- | --------------------------- | ---------------- | --------- | ------ |
| 2015 | Najlepszy tekst piosenki    | „Counting Stars” | Nominacja | [ 14 ] |
| 2023 | Najlepsza grupa/zespół roku | OneRepublic      | Nominacja | [ 15 ] |

### MTV Awards

#### MTV Asia Awards
MTV Asia Awards jest azjatyckim odpowiednikiem MTV Europe Music Awards. Nagradza muzyków azjatyckich oraz międzynarodowych w oparciu o głosy widzów z Azji.
| Rok  | Kategoria            | Tytułem                     | Rezultat  |
| ---- | -------------------- | --------------------------- | --------- |
| 2008 | Przełomowy artysta   | OneRepublic                 | Nominacja |
| 2008 | Najlepsze połączenie | „Apologize” (z Timbalandem) | Wygrana   |

#### MTV Europe Music Awards
Podczas gali MTV Europe Music Awards odbywającej się w różnych krajach Europy, przyznawane są nagrody w różnych kategoriach muzycznych przez widzów MTV z całej Europy.
| Rok  | Kategoria              | Tytułem     | Rezultat  | Źródło |
| ---- | ---------------------- | ----------- | --------- | ------ |
| 2008 | Najlepszy nowy artysta | OneRepublic | Nominacja | [ 16 ] |
| 2016 | Najlepszy występ       | OneRepublic | Nominacja | [ 17 ] |

### MuchMusic Video Awards
Nagrody MuchMusic Video Awards przyznawane są przez kanadyjski kanał telewizyjny MuchMusic.
| Rok  | Kategoria                                  | Tytułem                     | Rezultat  | Źródło |
| ---- | ------------------------------------------ | --------------------------- | --------- | ------ |
| 2008 | Najlepszy międzynarodowy teledysk – zespół | „Apologize” (z Timbalandem) | Nominacja | [ 18 ] |
| 2008 | Najlepszy międzynarodowy teledysk – zespół | „Stop and Stare”            | Nominacja | [ 18 ] |

### Nickelodeon Kids’ Choice Awards
Podczas gali Nickelodeon Kids’ Choice Awards odbywającej się corocznie w Stanach Zjednoczonych, rozdawane są nagrody w kategoriach: telewizja, muzyka, sport oraz film w oparciu o głosy internautów.
| Rok  | Kategoria                | Tytułem     | Rezultat  | Źródło |
| ---- | ------------------------ | ----------- | --------- | ------ |
| 2014 | Ulubiony zespół muzyczny | OneRepublic | Nominacja | [ 19 ] |
| 2015 | Ulubiony zespół muzyczny | OneRepublic | Nominacja | [ 19 ] |

### People’s Choice Awards
People’s Choice Award to nagroda wyróżniającą osobistości i osiągnięcia w kulturze masowej, w oparciu o głosowanie społeczeństwa. Gala rozdania nagród odbywa się corocznie w Stanach Zjednoczonych.
| Rok  | Kategoria                 | Tytułem                     | Rezultat  | Źródło |
| ---- | ------------------------- | --------------------------- | --------- | ------ |
| 2009 | Ulubiona piosenka rockowa | „Apologize” (z Timbalandem) | Nominacja | [ 20 ] |
| 2014 | Ulubiony zespół           | OneRepublic                 | Nominacja | [ 21 ] |
| 2015 | Ulubiony zespół           | OneRepublic                 | Nominacja | [ 22 ] |

### Premios 40 Principales
Nagrody muzyczne przyznawane przez radio Los 40 Principales w Hiszpanii.
| Rok  | Kategoria                         | Tytułem          | Rezultat  | Źródło |
| ---- | --------------------------------- | ---------------- | --------- | ------ |
| 2008 | Najlepszy międzynarodowy hit      | „Apologize”      | Wygrana   | [ 23 ] |
| 2014 | Najlepszy międzynarodowy zespół   | OneRepublic      | Nominacja | [ 24 ] |
| 2014 | Najlepsza międzynarodowa piosenka | „Counting Stars” | Nominacja | [ 24 ] |

### Satellite Awards
Nagroda Satelita to nagroda filmowa przyznawana przez Międzynarodową Akademię Prasy od 1996 roku.
| Rok  | Kategoria                     | Tytułem          | Rezultat          | Źródło |
| ---- | ----------------------------- | ---------------- | ----------------- | ------ |
| 2018 | Najlepsza oryginalna piosenka | „Truth to Power” | Nierozstrzygnięty | [ 25 ] |

### Teen Choice Awards
Teen Choice Awards przyznawane są co roku przez nastoletnich widzów (od 13 do 19 lat).
| Rok  | Kategoria                             | Tytułem               | Rezultat  | Źródło |
| ---- | ------------------------------------- | --------------------- | --------- | ------ |
| 2008 | Choice Music: Debiut zespołu          | OneRepublic           | Nominacja | [ 26 ] |
| 2008 | Choice Music: Piosenka rockowa        | „Stop and Stare”      | Wygrana   | [ 26 ] |
| 2010 | Choice Music: Piosenka rockowa        | „All the Right Moves” | Nominacja | [ 27 ] |
| 2011 | Choice Music: Grupa roku              | OneRepublic           | Nominacja | [ 28 ] |
| 2011 | Choice Music: Piosenka rockowa        | „Good Life”           | Nominacja | [ 28 ] |
| 2014 | Choice Music: Grupa rockowa           | OneRepublic           | Nominacja | [ 29 ] |
| 2014 | Choice Music: Piosenka rockowa        | „Love Runs Out”       | Nominacja | [ 29 ] |
| 2015 | Choice Music: Grupa muzyczna          | OneRepublic           | Nominacja | [ 30 ] |
| 2016 | Choice Summer Music: Piosenka rockowa | „Wherever I Go”       | Nominacja | [ 31 ] |
| 2016 | Choice Summer Music: Grupa muzyczna   | OneRepublic           | Nominacja | [ 31 ] |

### VevoCertified Award
Certyfikatem Vevo nagradzane są teledyski, które osiągnęły 100 milionów wyświetleń w serwisie Vevo.
| Rok  | Kategoria                        | Tytułem               | Źródło |
| ---- | -------------------------------- | --------------------- | ------ |
| 2014 | 100 000 000 wyświetleń teledysku | „Counting Stars”      | [ 32 ] |
| 2015 | 100 000 000 wyświetleń teledysku | „Secrets”             | [ 33 ] |
| 2015 | 100 000 000 wyświetleń teledysku | „Good Life”           | [ 34 ] |
| 2015 | 100 000 000 wyświetleń teledysku | „All the Right Moves” | [ 35 ] |
| 2017 | 100 000 000 wyświetleń teledysku | „Love Runs Out”       | [ 36 ] |